# Drusus rizeiensis
Drusus rizeiensis is een schietmot uit de familie van de Limnephilidae. De soort komt voor in het Palearctisch gebied.
De wetenschappelijke naam van de soort werd voor het eerst geldig gepubliceerd in 1986 door Füsun Sipahiler. 